# Keystone B-6
Il Keystone B-6 fu un bombardiere bimotore biplano sviluppato dall'azienda aeronautica statunitense Keystone Aircraft nella prima metà degli anni trenta e destinato a equipaggiare i reparti della United States Army Air Corps.

## Storia del progetto
Il Keystone B-6 fu l'ultimo di una serie di modelli di bombardieri medi biplani in servizio nella United States Army Air Corps.
Questa serie comprendeva i B-3, B-4 e il B-5 i quali, molto simili se non identici tra loro per aspetto esteriore e dal punto di vista strutturale, differivano principalmente per la motorizzazione, gli allestimenti e l'equipaggiamento.
Ad esempio, dei primi cinque esemplari di B-6 ricevuti dalla USAAC nel 1931, ben tre erano B-3A rimotorizzati. L'ordine di complessivi 39 esemplari fu fatto il 28 aprile 1931, e le consegne furono fatte tra l'agosto 1931 e il gennaio 1932.
Proprio perché molto simili tra loro, la USAAC, contemporaneamente fece un ordine di 25 B-4A, aereo identico al B-6 ma con due motori Pratt & Whitney al posto dei Wright R-1820. I B-4A furono gli ultimi dei due lotti a essere consegnati diventando anche gli ultimi biplani con struttura mista metallo, legno e tela a essere ordinati dalla USAAC.

## Impiego operativo
I circa 200 tra B-6A, B-5A e B-4A complessivamente costruiti furono i bombardieri di prima linea della USAAC per il periodo tra il 1930 e il 1934.
Di questi, 120 furono stanziati negli Stati Uniti continentali e i rimanenti vennero suddivisi tra le Hawaii, le Filippine e il territorio del Canale di Panama.
Dopo il 1934 questi aerei rimasero in servizio come velivoli postali e da osservazione fino ai primi anni '40 e alcuni di essi erano ancora in servizio al momento dell'entrata in guerra degli Stati uniti nella seconda guerra mondiale, ma nessuno entrò mai in azione.

## Utilizzatori

### Militari
Stati Uniti
- United States Army Air Service